# 명희 조 백
명희 조 백(Myunghee Cho Paik, 1958년 ~ ) 또는 조명희는 대한민국의 통계학자이다. 
1981년 서울대학교에서 영양학으로 학사 학위를 받은 그녀는 1984년 미국 피츠버그 대학교에서 유행병학으로 석사를, 1987년 같은 대학교 대학원에서 생물통계학 박사 학위를 받았다. 1988년부터   공중보건학 조교수로 시작하여 2003년부터 2012년까지 컬럼비아 대학교 생물통계학 교수로 활동했다. 그녀는 컬럼비아 대학교에서 생물통계학 분야를 처음으로 도입하였고, 이에 대해 높은 연구적 성과를 낼 것을 기대받으며 2013년 서울대학교 통계학과 교수로 임용되었다.